# پیوتویا
پیوتویا(نام علمی: Piveteauia) نام یک سرده از تیره وایتیان است.